# 山爺

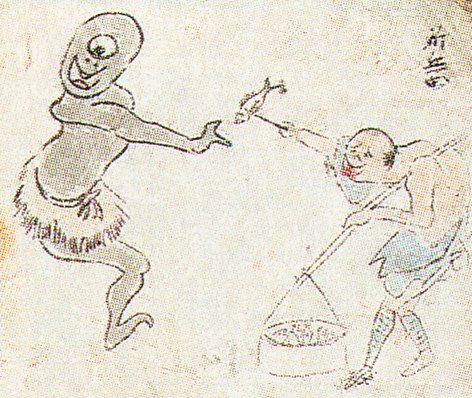
『絵本集艸』の「山父」

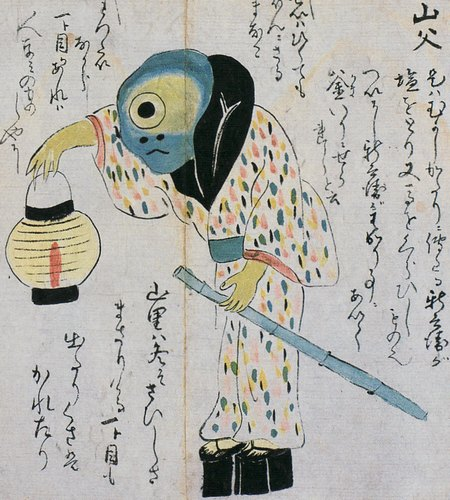
『土佐お化け草紙』の山父

山爺（やまじじい）または山父（やまちち）（あるいは地域によって「やまんじい」）は、日本に伝わる妖怪の一種。

## 概要
一つ目一本足の爺の姿をした妖怪といわれる。土佐民俗学会発行による『近世土佐妖怪資料』によれば高知県をはじめとする四国地方に伝承されており、身長が3～4尺（約90～120センチメートル）、全身に鼠色の短毛が生えており、目は二つ目だが、片方が大きく片方が非常に小さいため、一つ目に見えるとある。一つ目の伝承は、この一つ目に見える二つ目が誤解されて伝わったものともいう。イノシシやサルなどの骨を、まるでダイコンのようにたやすく噛み砕くほどの頑丈な歯を持っているので、猟師たちはこの山爺を餌で手なずけ、オオカミを追い払うのに使っていたという。
人間の往来する道に現れることもあるものの、人に見られることはなく、6,7尺おきに一足ずつ、杵で押したように丸い4寸ほどの大きさの足跡を残すという。
とてつもなく声が大きく、その叫び声は山中に響き渡り、天地を震えさせ、木の葉を落とし、付近の木や岩を動かすほどという。この大声で鼓膜を破られて死んだ者もいるといわれる。山爺はしばしば人間に大声比べを挑み、猟師が自分の声とみせかけて銃声を鳴らして負かすといった昔話が四国各地に見られる。しかし銃声で騙されたことに気づいた山爺は、クモに化けて相手の家に忍び込み、寝込みを襲って怨みを晴らすともいう。また猟師は大声比べに備え、大晦日の晩に伊勢八幡大菩薩と祈りながら作った銃弾に「伊勢八幡大菩薩」の名を刻み込み、常に携帯していた。この銃弾は、かつての猟師は必ず一つは携帯していたといわれるもので、狙わなくても命中するが、携帯していると一度は必ず妖怪に出遭ってしまうという不思議なもので、山爺に対してこの銃弾を撃つと言ってと脅すと、山爺は恐れおののいて逃げ去ったという。
また、人の心を読むという話もある。徳島の古書『阿州奇事雑話』などによれば、夜の山小屋に木こりがいたところに山父が現れ、木こりが恐れたり、いっそ殺してしまおうかと考えると、山父がその考えを読んで次々に言い当てたが、焚き火の木が山父に弾け飛んだところ、山父は自分が読み取れなかった出来事が起きたことに驚いて逃げ出したという。
性格は、同じ山の妖怪で人を襲うとされる山姥などに比べると比較的おとなしく、人に騙されることもあるというが、子供や家畜をさらうという伝承もある。また山姥同様、山爺も人に富をもたらすという説もある。かつて高知県物部村（現・香美市）の中尾という者が、山爺にタカキビ（モロコシ）の種をもらい、それを蒔くと大豊作となった。その年の末に山爺が現れ、餅がほしいというのでたくさん食べさせた。翌年も大豊作となり、さらに多くの餅を山爺に食べさせた。この繰り返しの挙句、山爺は3斗（約54.5リットル）もの餅を平らげるほどになったので、家計を危ぶんだ中尾は、餅と偽って焼き石を食べさせ、熱がる山爺に茶と偽って熱い油を飲ませた。山爺は驚いて逃げ帰り、途中で命を落とした。以来、豊作だった中尾家は一気に衰えてしまったという。
土佐国の妖怪譚を綴った『土佐お化け草紙』（作者不詳）には、馬で荷を運んでいた男が山父（山爺）に荷を食べられ、しまいには馬まで食べられてしまったという話がある。この挿絵の山父は伝承とは異なり、2本脚で描かれているが（画像参照）、これについては伝説上のものは一つ目で1本足の妖怪、昔話におけるものは人間と同じ姿の巨人とされている。